# 누가 뭐래도
《누가 뭐래도》는 2020년 10월 12일부터 2021년 3월 26일까지 방영된 KBS 1TV 일일 드라마이다.

## 기획 의도
365일 아름다운 꽃들로 가득한 꽃집을 중심으로 부모의 이혼과 재혼을 겪은 자녀들이 세상의 편견과 맞서 싸우며 일과 사랑 앞에 닥친 난관을 치열하게 이겨내면서 성장해가는 이야기를 따뜻한 시선으로 그려낸 가족 드라마

## 방송 시간
| 방송 채널 | 방송 기간                                           | 방송 시간                   | 방송 분량 |
| --------- | --------------------------------------------------- | --------------------------- | --------- |
| KBS 1TV   | 2020년 10월 12일~2021년 3월 26일[1회~120회(본방송)] | 매주 평일 저녁 8:30~밤 9:00 | 30분      |

## 등장인물
- (†) 표시는 드라마 상에서 최종적으로 사망한 인물이다.

### 주요 인물
- 나혜미: 김보라(28세, 여) 역 - DBS 보도국 기상캐스터→보라가 간다 출연, 해심과 원태의 친딸이자 중한의 의붓딸, 대로의 연인→대로의 아내
- 최웅: 강대로(29세, 남) 역 - '못난이 도시락' 대표, 유튜브 크리에이터, 보육원 출신, 재수의 의붓아들, 보라의 연인→보라의 남편
- 정민아: 신아리 역(28세, 여) - 방송작가, 중한과 난영의 친딸이자 해심의 의붓딸, 준수의 연인→준수의 아내
- 정헌: 나준수(30세, 남) 역 - '데이브레이크' 마켓 대표, 스타트업 CEO, 아리의 연인→아리의 남편

### 해심이네
- 도지원: 이해심(54세, 여) 역 - 보라의 어머니, 플로리스트, '피어라 꽃집' 사장
- 김유석: 신중한(54세, 남) 역 - 아리의 아버지, 해심의 재혼한 남편, '플러스 마켓' 영업부장→영업이사→사직
- 정한용: 이맹수(70대 후반, 남) 역 - 해심의 아버지, 전직 교장, 실버타운 거주자, 치매 환자
- 김하연: 정벼리/한벼리(12세, 여) 역 - 난영과 재수의 딸, 아리의 동복여동생

### 금숙이네
- 문희경: 노금숙(54세, 여) 역 - 준수의 어머니, 해심의 고등학교 동창
- 김승욱: 나승진(60대, 남) 역 - 준수의 아버지, '나 프로덕션' 대표, '먹거리 리포트' 허위보도로 재수를 망하게 한 장본인

### 지란이네
- 조미령: 이지란(50세, 여) 역 - DBS 방송국 이사, 선한의 이모, 금숙의 이웃
- 서태화: 김원태(55세, 남) 역 - 지란의 남편, 해심의 전남편이자 보라의 생부, '플러스 마켓' 상무이사
- 반효정: 진옥황(80대, 여) 역 - 지란의 어머니, 선한의 외할머니, '플러스 마켓' 회장(50회~95회, 117회~120회)

### 나 프로덕션 사람들
- 이슬아: 엄선한(30세, 여) 역 - '자연인이 산다' 피디, 지란의 조카, 준수의 전여친
- 송정민: 박자근(27세, 남) 역 - '자연인이 산다' 조연출
- 장성윤: 이은비(20대 중반, 여) 역 - '자연인이 산다' 막내 작가

### 그 외 인물
- 박철민
  - 한재수(58세, 남) 역 - 벼리의 생부이자 대로의 의붓아버지, 난영과 지란의 첫사랑, 과거 연극배우, 간암 말기 시한부 환자
  - 한억심(68세, 여) 역 - 자연인 할머니(죽은 누나로 신분 위장), '못난이 도시락' 반찬공장 직원
- 임투철: 반찬성(20대 중반, 남) 역 - '못난이 도시락' 공동대표, 유튜브 크리에이터
- 노성은: 윤호준(20대 중후반, 남) 역 - DBS 방송국 보도국 FD
- 김동휘: 김 비서(30대, 남) 역 - 준수의 비서
- 정영금: 순천댁 역 - '못난이 도시락' 반찬공장 직원
- 김혜원: 엠마 조 역 - 요리 프로그램 '마켓토랑' 셰프
- 김결: 마청구 역 - 사채업자, 원태의 조력자
- 이규섭: 애스크 캐피탈 사장 역 - 원태의 사주로 지란을 미행한 인물

### 특별 출연
- 이칸희: 정난영(52세, 여) 역 † - 아리와 벼리의 어머니, 중한과 재수의 전처, 심장마비로 사망(2회~4회)
- 태진아: 본인 역 - 요리 프로그램 '마켓토랑' 심사위원(32회)
- 이혜정: 본인 역 - 요리 프로그램 '마켓토랑' 심사위원(32회)
- 홍석천: 본인 역 - 요리 프로그램 '마켓토랑' 심사위원(32회)
- 류지광: PAT 의류 매장 직원 역(95회)

## 시청률
최저 시청률과 최고 시청률은 시청률 조사회사와 지역별로 시청률에 차이가 있을 수 있습니다.
| 2020년  | 2020년    | 2020년         | 2020년         | 2020년       | 2020년 |
| 회차    | 방송일    | TNmS 시청률    | AGB 시청률     | AGB 시청률   |        |
| 회차    | 방송일    | 대한민국(전국) | 대한민국(전국) | 서울(수도권) |        |
| ------- | --------- | -------------- | -------------- | ------------ | ------ |
| 제1회   | 10월 12일 | 17.3%          | 18.6%          | 16.8%        |        |
| 제2회   | 10월 13일 | 15.9%          | 15.6%          | 14.4%        |        |
| 제3회   | 10월 14일 | 15.7%          | 16.0%          | 14.6%        |        |
| 제4회   | 10월 15일 | 15.6%          | 17.7%          | 16.6%        |        |
| 제5회   | 10월 16일 | 15.1%          | 16.2%          | 15.4%        |        |
| 제6회   | 10월 19일 | 16.5%          | 17.1%          | 15.4%        |        |
| 제7회   | 10월 20일 | 15.6%          | 16.0%          | 15.1%        |        |
| 제8회   | 10월 21일 | 17.0%          | 16.9%          | 15.7%        |        |
| 제9회   | 10월 22일 | 16.1%          | 18.4%          | 16.8%        |        |
| 제10회  | 10월 23일 | 15.2%          | 16.3%          | 15.0%        |        |
| 제11회  | 10월 26일 | 17.5%          | 17.8%          | 17.1%        |        |
| 제12회  | 10월 27일 | 16.4%          | 16.1%          | 15.1%        |        |
| 제13회  | 10월 28일 | 16.3%          | 17.0%          | 15.5%        |        |
| 제14회  | 10월 29일 | 16.9%          | 18.8%          | 17.2%        |        |
| 제15회  | 10월 30일 | 16.2%          | 16.8%          | 15.0%        |        |
| 제16회  | 11월 2일  | 15.7%          | 17.7%          | 16.2%        |        |
| 제17회  | 11월 3일  | 17.0%          | 16.8%          | 15.3%        |        |
| 제18회  | 11월 4일  | 17.0%          | 16.4%          | 15.2%        |        |
| 제19회  | 11월 5일  | 15.7%          | 17.3%          | 16.5%        |        |
| 제20회  | 11월 6일  | 16.6%          | 16.7%          | 15.2%        |        |
| 제21회  | 11월 9일  | 17.0%          | 17.7%          | 16.0%        |        |
| 제22회  | 11월 10일 | 15.3%          | 15.8%          | 14.2%        |        |
| 제23회  | 11월 11일 | 16.4%          | 16.7%          | 15.1%        |        |
| 제24회  | 11월 12일 | 15.9%          | 17.2%          | 15.9%        |        |
| 제25회  | 11월 13일 | -              | 15.8%          | 14.5%        |        |
| 제26회  | 11월 16일 | 18.1%          | 17.7%          | 15.9%        |        |
| 제27회  | 11월 17일 | 16.0%          | 16.5%          | 15.3%        |        |
| 제28회  | 11월 18일 | 17.9%          | 17.3%          | 16.0%        |        |
| 제29회  | 11월 19일 | 18.0%          | 17.8%          | 16.1%        |        |
| 제30회  | 11월 20일 | 15.0%          | 15.9%          | 14.7%        |        |
| 제31회  | 11월 23일 | 17.7%          | 18.9%          | 17.0%        |        |
| 제32회  | 11월 24일 | 15.5%          | 17.1%          | 15.1%        |        |
| 제33회  | 11월 25일 | 17.2%          | 18.5%          | 17.1%        |        |
| 제34회  | 11월 26일 | 19.0%          | 18.9%          | 17.8%        |        |
| 제35회  | 11월 27일 | 16.8%          | 17.2%          | 16.3%        |        |
| 제36회  | 11월 30일 | 18.3%          | 19.3%          | 17.6%        |        |
| 제37회  | 12월 1일  | 16.8%          | 18.2%          | 16.7%        |        |
| 제38회  | 12월 2일  | 17.8%          | 18.6%          | 17.1%        |        |
| 제39회  | 12월 3일  | 19.1%          | 20.1%          | 19.0%        |        |
| 제40회  | 12월 4일  | 17.5%          | 18.0%          | 16.4%        |        |
| 제41회  | 12월 7일  | 19.0%          | 19.5%          | 17.8%        |        |
| 제42회  | 12월 8일  | 18.2%          | 18.2%          | 16.3%        |        |
| 제43회  | 12월 9일  | 19.1%          | 19.0%          | 17.0%        |        |
| 제44회  | 12월 10일 | 18.2%          | 19.1%          | 17.6%        |        |
| 제45회  | 12월 11일 | 17.8%          | 18.1%          | 16.3%        |        |
| 제46회  | 12월 14일 | 18.2%          | 19.7%          | 18.0%        |        |
| 제47회  | 12월 15일 | 18.7%          | 19.1%          | 17.4%        |        |
| 제48회  | 12월 16일 | 19.5%          | 18.7%          | 16.7%        |        |
| 제49회  | 12월 17일 | 19.3%          | 21.2%          | 19.5%        |        |
| 제50회  | 12월 18일 | 17.8%          | 19.7%          | 17.9%        |        |
| 제51회  | 12월 21일 | 20.2%          | 21.0%          | 19.4%        |        |
| 제52회  | 12월 22일 | 19.6%          | 19.4%          | 17.4%        |        |
| 제53회  | 12월 23일 | 19.3%          | 19.6%          | 17.9%        |        |
| 제54회  | 12월 24일 | 19.4%          | 19.8%          | 18.6%        |        |
| 제55회  | 12월 25일 | 19.1%          | 16.1%          | 18.7%        |        |
| 제56회  | 12월 28일 | 20.4%          | 20.9%          | 18.8%        |        |
| 제57회  | 12월 29일 | 19.8%          | 20.3%          | 18.6%        |        |
| 제58회  | 12월 30일 | 21.0%          | 21.2%          | 19.7%        |        |
| 제59회  | 12월 31일 | 20.2%          | 20.8%          | 19.4%        |        |
| 2021년  |           |                |                |              |        |
| 제60회  | 1월 1일   | 20.3%          | 20.1%          | 18.1%        |        |
| 제61회  | 1월 4일   | 22.0%          | 20.9%          | 18.7%        |        |
| 제62회  | 1월 5일   | 21.3%          | 20.4%          | 18.2%        |        |
| 제63회  | 1월 6일   | 21.7%          | 20.8%          | 18.4%        |        |
| 제64회  | 1월 7일   | 22.0%          | 21.6%          | 19.3%        |        |
| 제65회  | 1월 8일   | 21.0%          | 22.0%          | 19.9%        |        |
| 제66회  | 1월 11일  | 21.6%          | 21.3%          | 19.1%        |        |
| 제67회  | 1월 12일  | 20.5%          | 21.0%          | 19.1%        |        |
| 제68회  | 1월 13일  | 20.3%          | 20.8%          | 18.8%        |        |
| 제69회  | 1월 14일  | 21.3%          | 21.8%          | 20.3%        |        |
| 제70회  | 1월 15일  | 20.9%          | 20.0%          | 18.6%        |        |
| 제71회  | 1월 18일  | 22.0%          | 21.8%          | 19.9%        |        |
| 제72회  | 1월 19일  | 21.1%          | 21.0%          | 18.9%        |        |
| 제73회  | 1월 20일  | 21.3%          | 21.3%          | 18.8%        |        |
| 제74회  | 1월 21일  | 21.1%          | 21.8%          | 19.9%        |        |
| 제75회  | 1월 22일  | 20.9%          | 20.7%          | 18.6%        |        |
| 제76회  | 1월 25일  | 21.5%          | 22.0%          | 20.7%        |        |
| 제77회  | 1월 26일  | 20.8%          | 21.4%          | 19.8%        |        |
| 제78회  | 1월 27일  | 21.6%          | 21.1%          | 19.5%        |        |
| 제79회  | 1월 28일  | 22.4%          | 21.8%          | 20.1%        |        |
| 제80회  | 1월 29일  | 20.8%          | 20.8%          | 18.8%        |        |
| 제81회  | 2월 1일   | 21.9%          | 21.3%          | 19.3%        |        |
| 제82회  | 2월 2일   | 21.7%          | 20.4%          | 18.5%        |        |
| 제83회  | 2월 3일   | 21.7%          | 20.8%          | 19.4%        |        |
| 제84회  | 2월 4일   | 20.6%          | 21.3%          | 19.5%        |        |
| 제85회  | 2월 5일   | 21.1%          | 20.6%          | 18.6%        |        |
| 제86회  | 2월 8일   | 21.9%          | 21.8%          | 20.3%        |        |
| 제87회  | 2월 9일   | 21.5%          | 20.7%          | 18.6%        |        |
| 제88회  | 2월 10일  | 20.5%          | 21.4%          | 19.3%        |        |
| 제89회  | 2월 11일  | 16.5%          | 16.9%          | 15.7%        |        |
| 제90회  | 2월 12일  | 13.9%          | 16.3%          | 14.7%        |        |
| 제91회  | 2월 15일  | 21.3%          | 22.2%          | 20.3%        |        |
| 제92회  | 2월 16일  | 21.5%          | 22.1%          | 19.9%        |        |
| 제93회  | 2월 17일  | 21.2%          | 22.2%          | 19.9%        |        |
| 제94회  | 2월 18일  | 21.8%          | 22.5%          | 20.6%        |        |
| 제95회  | 2월 19일  | 20.8%          | 20.9%          | 19.1%        |        |
| 제96회  | 2월 22일  | 21.0%          | 21.5%          | 19.3%        |        |
| 제97회  | 2월 23일  | 20.6%          | 21.2%          | 19.1%        |        |
| 제98회  | 2월 24일  | 20.7%          | 21.7%          | 19.7%        |        |
| 제99회  | 2월 25일  | 20.6%          | 21.6%          | 20.0%        |        |
| 제100회 | 2월 26일  | 19.7%          | 20.8%          | 19.2%        |        |
| 제101회 | 3월 1일   | 22.4%          | 22.4%          | 20.7%        |        |
| 제102회 | 3월 2일   | 21.6%          | 20.9%          | 19.2%        |        |
| 제103회 | 3월 3일   | 20.7%          | 21.5%          | 19.8%        |        |
| 제104회 | 3월 4일   | 21.8%          | 21.9%          | 20.2%        |        |
| 제105회 | 3월 5일   | 21.3%          | 21.5%          | 20.3%        |        |
| 제106회 | 3월 8일   | 21.6%          | 22.3%          | 20.1%        |        |
| 제107회 | 3월 9일   | 20.5%          | 20.9%          | 19.3%        |        |
| 제108회 | 3월 10일  | 21.9%          | 21.7%          | 20.5%        |        |
| 제109회 | 3월 11일  | 21.9%          | 22.1%          | 19.9%        |        |
| 제110회 | 3월 12일  | 21.1%          | 21.4%          | 19.8%        |        |
| 제111회 | 3월 15일  | 20.9%          | 21.3%          | 19.2%        |        |
| 제112회 | 3월 16일  | 21.5%          | 20.7%          | 18.6%        |        |
| 제113회 | 3월 17일  | 21.2%          | 21.5%          | 19.5%        |        |
| 제114회 | 3월 18일  | 22.8%          | 22.1%          | 20.3%        |        |
| 제115회 | 3월 19일  | 21.6%          | 21.0%          | 19.5%        |        |
| 제116회 | 3월 22일  | 22.4%          | 22.2%          | 20.0%        |        |
| 제117회 | 3월 23일  | 22.6%          | 22.1%          | 20.0%        |        |
| 제118회 | 3월 24일  | 22.1%          | 22.1%          | 20.2%        |        |
| 제119회 | 3월 25일  | 21.9%          | 22.4%          | 20.1%        |        |
| 제120회 | 3월 26일  | 22.2%          | 21.4%          | 19.6%        |        |

## 수상 및 후보
| 연도 | 시상식       | 부문                        | 수상자      | 결과 |
| ---- | ------------ | --------------------------- | ----------- | ---- |
| 2020 | KBS 연기대상 | 일일드라마 부문 남자 우수상 | 김유석      | 수상 |
| 2020 | KBS 연기대상 | 일일드라마 부문 여자 우수상 | 나혜미      | 후보 |
| 2020 | KBS 연기대상 | 일일드라마 부문 여자 우수상 | 도지원      | 후보 |
| 2020 | KBS 연기대상 | 여자 신인상                 | 정민아      | 후보 |
| 2020 | KBS 연기대상 | 여자 청소년 연기상          | 김하연      | 후보 |
| 2020 | KBS 연기대상 | 베스트 커플상               | 나혜미·최웅 | 후보 |
| 2020 | KBS 연기대상 | 베스트 커플상               | 정민아·정헌 | 후보 |

## 참고 사항
- 성준해 PD와 나혜미, 문희경은 KBS 1TV 일일연속극《여름아 부탁해》이후 1년 만에 재회하였다.
- 고봉황 작가와 정한용, 문희경, 이슬아는 KBS 1TV 일일연속극《당신만이 내사랑》이후 5년 4개월 만에 재회하였다.
- KBS 2TV 어린이 연속극《마법전사 미르가온》의 조연출을 맡았던 KBS 드라마본부 성준해 PD와 정민아가 15년 만에 재회하였다.
- 도지원, 김유석은 KBS 1TV 일일연속극《웃어라 동해야》이후 10년 만에 재회하였다.
- 조미령, 김유석은 MBC 주말 특별기획《황금정원》이후 1년 만에 재회하였다.
- 정헌, 문희경은 KBS 2TV 저녁 일일연속극《여자의 비밀》이후 4년 만에 재회하였다.《여자의 비밀》에서는 이복 남매지간으로 출연하였으나, 해당 드라마에서는 모자 관계으로 출연하였다.
- 반효정, 정헌은 KBS 2TV TV소설《파도야 파도야》이후 2년 만에 재회하였다.
- 반효정, 문희경은 KBS 1TV 일일연속극《별도 달도 따줄게》이후 8년 10개월 만에 재회하였다.

## 같이 보기
- 대한민국의 텔레비전 드라마 목록 (ㄴ)
- 2020년 대한민국의 텔레비전 드라마 목록